# 特拉比茨
特拉比茨是德国巴伐利亚州的一个市镇。总面积26.67平方公里，总人口1318人，其中男性649人，女性669人（2011年12月31日），人口密度49人/平方公里。